# Viktors Ņesterenko
Viktors Ņesterenko, ukr. Віктор Павлович Нестеренко, ros. Виктор Павлович Нестеренко, Wiktor Pawłowicz Niestierienko (ur. 3 maja 1954 w Nikopolu, Ukraińska SRR) – łotewski piłkarz pochodzenia ukraińskiego, grający na pozycji napastnika, trener piłkarski.

## Kariera piłkarska

### Kariera klubowa
Nesterenko urodził się na Ukrainie i tam rozpoczął karierę piłkarską w drużynie rezerwowej Dnipro Dniepropetrowsk. W młodym wieku przeniósł się do Rygy, gdzie studiował. W 1971 roku dołączył do klubu Elektrons Ryga oraz grał w młodzieżowej drużynie Daugavy Ryga. Spędził cały sezon 1972 w Elektrons, ale w roku 1973, kiedy Daugava Ryga potrzebowała punktów, Nesterenko debiutował w pierwszej jedenastce Daugavy. W pierwszym sezonie, zaliczył 7 występów i strzelił 5 bramek. W 1975 roku klub zakwalifikował się do pierwszej ligi radzieckiej, ale w 1976 roku Nesterenko doznał kontuzji i wypadł z gry na dłuższą część sezonu. Potem starał się zapewnić formę w Kołosie Nikopol, ale bez większych sukcesów. W 1978 i 1979 grał w Liepājas Metalurgs, i przez pół sezonu w Spartaku Kostroma. Próbował wrócić do Daugavy Ryga, ale trener nie widział jego w składzie drużyny, więc Nesterenko przeszedł do Celtnieks Ryga, gdzie wkrótce zakończył karierę piłkarską.

## Kariera trenerska
Będąc jeszcze piłkarzem rozpoczął pracę trenerską w Celtnieks Ryga, z którym wygrał Puchar Łotwy trzy razy z rzędu - od 1984 do 1986. Zespół również dwa razy zajmował drugie miejsce w lidze łotewskiej.
W 1988 r. zaoferowano mu stanowisko trenera w drugim zespole RAF Jelgava (pierwszy zespół grał w drugiej lidze radzieckiej, a drugi zespół w lidze łotewskiej). RAF zdobył mistrzostwo łotewskiej ligi w obu sezonach, a w 1988 roku Puchar Łotwy. Po sezonie 1989 oba kluby połączyły się i Nesterenko został trenerem klubu RAF, który grał w najniższej dywizji radzieckiej piłki nożnej. Klub miał wielu młodych utalentowanych graczy, w tym przyszli reprezentanci Vladimirs Babičevs, Igors Troickis i Dzintars Sprogis. W 1991 RAF zajął 3. miejsce w drugiej lidze, jednak po upadku ZSRR zakończył marzenie o awans do wyższej ligi. Nesterenko zostawił RAF w połowie 1992 r., kiedy w meczu play-off klub oddał złote medale na rzecz Skonto FC.
Potem Nesterenko podpisał roczny kontrakt z Prykarpattia Iwano-Frankiwsk, który został właśnie zdegradowany z Wyższej lihi i miał nadzieję wrócić tam po jednym sezonie. Pod jego kierownictwem, klub zajął 4. miejsce z 22 zespołów, które nie wystarczyło Nesterenko, aby kontynuować jego pracę w klubie.
W 1994 r. podjął pracę z następnym klubem - DAG Ryga (były VEF). DAG miał dobry skład, w którym występowali Andrejs Piedels, Vits Rimkus, Arturs Zakreševskis i Dzintars Sprogis. W tym roku klub zajął 3. miejsce w łotewskiej lidze i dotarł do finału Pucharu Łotwy. Po sezonie klub doświadczył trudności finansowe, przez co połączył się z Liepājas Metalurgs i przeniósł się do Lipawy. Niemal wszyscy gracze opuścili DAG, klub nie miał wsparcia finansowego w pierwszej połowie sezonu, a pieniądze uzyskali tylko z przejścia Dzintarsa Sprogisa do Spartaka Moskwa. Sezon był rozczarowujący (szczególnie pierwsza połowa), jednak klub ponownie dotarł do finału. W tym sezonie, DAG składał się z młodych zawodników, takich jak Viktors Dobrecovs i weteranów, takich jak Jānis Intenbergs i Ainars Linards. Po sezonie Nesterenko został poproszony o opuszczenie Lipawy.
W 1996 roku Nesterenko powrócił do RAF, który przeniósł się z Jelgavy do Rygi. Sezon w Virsliga nie był szczególnie udany, ale Nesterenko i jego klub zdobył swoje pierwsze trofeum w niepodległej Łotwie - RAF zdobył Puchar Łotwy pokonując Skonto Ryga w doliczonym czasie emocjonującego meczu. Przed sezonem 1997, klub zmienił nazwę na Universitāte Ryga, ale zmiana nie pomogła - zajął szóste miejsce w lidze łotewskiej, i po sezonie klub postanowił rozstać się z Nesterenko. W 1997 Nesterenko był jednym z kandydatów na stanowisko głównego trenera w nowo powstałym FK Ventspils, ale Siarhiej Barouski z Białorusi został wybrany na szkoleniowca klubu.
Po krótkim okresie pracy w charakterze konsultanta w Ranto/Miks, Nesterenko podpisał na sezon 1998 kontrakt z Dinaburg Dyneburg, brązowego medalistą i finalistą Pucharu Łotwy w 1997 roku. Jego pierwszy sezon był mniej udany - klub zajął czwarte miejsce w lidze i odpadł w ćwierćfinale Pucharu. W środku sezonu Nesterenko został zastąpiony przez Romana Hryhorczuka, którego trenerem był Nesterenko w Prykarpattia Iwano-Frankiwsk.
Kolejnym etapem w karierze Nesterenko był FK Ryga, w którym najpierw pomagał trenerom Jānis Gilis, a później Georgijs Gusarenko. W 2001 r. został mianowany na stanowisko głównego trenera. Jego praca w FK Ryga nie przyniosła dobrych wyników - klub zajmował miejsca w połowie tabeli, dlatego Nesterenko musiał opuścić klub po sezonie 2003.
W 2004 r. podjął pracę w białoruskim Dynama Brześć, ale szybko został zwolniony. Następnym klubem był FK Venta, który zbankrutował w 2005 roku. Nesterenko rozpoczynał jako skaut, ale kiedy w klubie nastąpiło pogorszenie sytuacji finansowej objął stanowisko głównego trenera.
W latach 2006–2007 pracował jako skaut II dywizji Rosji, a od 2008 do 2012 był zatrudniony na różnych stanowiskach w pietrozawodskim klubie Karielija Pietrozawodsk, który potem zmienił nazwę na Karielija-Diskawieri Pietrozawodsk. W 2013 objął prowadzenie estońskiego klubu Jõhvi FC Lokomotiv, z którym zdobył awans do najwyższej ligi.
W swojej pracy jako menedżer klubu Nesterenko współpracował w wielu klubach z Aleksandrs Dorofejevs.

## Sukcesy i odznaczenia

### Sukcesy klubowe
- wicemistrz Wtoroj Ligi ZSRR: 1975

### Sukcesy trenerskie
- mistrz Łotewskiej SRR: 1988, 1989
- wicemistrz Łotwy: 1992
- wicemistrz estońskiej Esiliigi: 2013
- brązowy medalista Mistrzostw Łotwy: 1994
- brązowy medalista Wtoroj Niższej Ligi ZSRR: 1991
- zdobywca Łotewskiej SRR: 1984, 1985, 1986, 1988
- zdobywca Pucharu Łotwy: 1996
- finalista Pucharu Łotwy: 1994, 1995